# Chimaerasuchus
Chimaerasuchus – rodzaj krokodylomorfa z kladu Mesoeucrocodylia. Żył we wczesnej kredzie na terenach współczesnej Azji. Został opisany w 1995 roku przez Wu Xiaochuna i współpracowników w oparciu o niekompletną czaszkę z żuchwą i zębami, kręgi oraz kości kończyn i miednicy wydobyte z datowanych na apt–alb osadów formacji Wulong w Chinach. Na stanowisku tym nie odnaleziono szczątków żadnych innych kręgowców. Ogólną budową zęby Chimaerasuchus przypominają zęby zakłowe synapsydów z rodziny Tritylodontidae, dlatego wydobyty w latach 60. XX wieku szkielet początkowo uznano za należący do ssaka z grupy wieloguzkowców. C. paradoxus jest pierwszym znanym roślinożernym przedstawicielem grupy Crocodyliformes. Całkowita długość czaszki jest szacowana na 13,5 cm, a żuchwy na 13,5–14 cm – zwierzę podczas zamykania szczęk mogło poruszać nią do przodu i do tyłu dzięki tylnym mięśniom skrzydłowym, podobnie jak u współczesnej hatterii.
Ustalenie pozycji filogenetycznej Chimaerasuchus jest trudne, ponieważ nie zachowały się podniebienie i dach czaszki, mające duże znaczenie w systematyce krokodylomorfów. Ponadto zachowany materiał jest fragmentaryczny i cechuje się dużą liczbą autapomorfia. Według przeprowadzonej przez Wu i Suesa analizy filogenetycznej Chimaerasuchus jest taksonem siostrzanym dla Notosuchus i przez autorów został zaklasyfikowany do rodziny Notosuchidae. Większość sugeruje bliskie pokrewieństwo Chimaerasuchus ze Sphagesaurus. Jeśli Chimaerasuchus należałby do rodziny Sphagesauridae, byłby jej jedynym azjatyckim przedstawicielem – pozostali członkowie tej grupy (Sphagesaurus, Armadillosuchus, Yacarerani i przypuszczalnie Adamantinasuchus) są znani wyłącznie z górnokredowych osadów Basenu Bauru w Brazylii. Niektóre sugerują, że może on być bardziej bazalnym przedstawicielem Notosuchia, a Marinho i Carvalho (2009) stwierdzili, że uzębienie i budowa żuchwy dowodzi, że rodzaj ten w ogóle nie należy do Notosuchia. Według analizy przeprowadzonej przez Pola i współpracowników (2014) Chimaerasuchus jest taksonem siostrzanym dla kladu obejmującego rodzaj Comahuesuchus i grupę Sebecosuchia, choć niewykluczona jest również jego bliskie pokrewieństwo z „zaawansowanymi Notosuchia” (grupą obejmującą m.in. Notosuchus i Sphagesauridae) lub z rodzajami Pakasuchus i Malawisuchus. W 2004 roku Carvalho i współpracownicy stworzyli nazwę Chimaerasuchidae, odnoszącą się do hipotetycznego kladu obejmującego rodzaje Chimaerasuchus i Simosuchus, choć taka hipoteza nie uzyskała wsparcia w późniejszych badaniach.